# دلع بنات
دلع بنات هو مسلسل تلفزيوني مصري عُرض في رمضان 1435 الموافق 2014، من تأليف محمد صلاح العزب وإخراج شيرين عادل.

## كلمة دلع في العربية
إن استخدام كلمة دلع بمعنى الدلال و الغُنْج هو من قول العامة. فقد ورد في المعجم الوسيط: «دَلَعَ اللسانُ دَلَعَ دُلُوعاً: خرج من الفم واسترخى، وسقط على العَنْفَقَة من ظمإٍ أو تعب.» و يبدو أن معنى الكلمة استُعِيرَ للتعبير عن دلال البنات بين العامة، لما فيه من مد الفتيات للسانِهنَّ حين يتدلَّلون.

## قصة المسلسل
تدور أحداث المسلسل حول الفوارق الاجتماعية من خلال تجسيد أبطال العمل شخصيات من طبقات مختلفة شعبية وأخرى راقية.

## بطولة
- مي عز الدين: كوريا عبد العاطي عبد الوهاب
- كندة علوش: هايدي أبو طالب سيد السنغوري
- ريم البارودي: نوال
- محمد إمام:إبراهيم نوح السيد (إبراهيم كبداكي)
- نضال الشافعي: مروان أبو عرب
- سعد الصغير: سيد (سوكة)
- طارق صبري: الضابط علاء عبد الحميد
- سناء يوسف: نجوان
- محمد سليمان: نادر علم الدين
- ياسمين جمال:هاجر
- عمر متولي:طاعون صديق إبراهيم
- سمير غانم: أبو طالب سيد السنغوري
- هند رضا: دينا صديقة هايدي
- سارة ناجى:سارة
- مصطفى خاطر:طارق محمد سيد السنغوري
- فادية عبد الغني:والدة سوكة
- كريمة مختار:سندس خالة كوريا
- حجاج عبد العظيم:شكري خال كوريا
- ضياء الميرغني:سلومة زوج نوال
- سامي مغاوري:والد نجوان
- حنان سليمان:انتصار والدة نجوان
- تامر نبيل:ياسر صديق علاء
- نيرة عارف:رجاء علم الدين - أخت نادر
- سامح بسيوني:نسر من رجال طاعون